# Obděnice
Obděnice jsou vesnice, část obce Petrovice v okrese Příbram ve Středočeském kraji. Nachází se asi tři kilometry východně od Petrovic. Vesnicí protéká Porešínský potok. Obděnice jsou také název katastrálního území o rozloze 6,72 km². V katastrálním území Obděnice leží i Brod, Ohrada a Radešice.

## Historie
První písemná zmínka o vesnici pochází z roku 1219. V nedalekých Petrovic sídlil vladyka Petr se svým bratrem Obidenem. Podle jejich jmen a postupným zkomolením byly poté pojmenovány názvy jejich sídel – Petrovice a Obidenice.

## Obyvatelstvo
| Rok            | 1869 | 1880 | 1890 | 1900 | 1910 | 1921 | 1930 | 1950 | 1961 | 1970 | 1980 | 1991 | 2001 | 2011 | 2021 |
| -------------- | ---- | ---- | ---- | ---- | ---- | ---- | ---- | ---- | ---- | ---- | ---- | ---- | ---- | ---- | ---- |
| Počet obyvatel | 329  | 350  | 311  | 302  | 319  | 299  | 253  | 168  | 153  | 112  | 98   | 89   | 85   | 81   | 83   |
| Počet domů     | 42   | 44   | 50   | 49   | 54   | 51   | 55   | 50   | 87   | 35   | 33   | 32   | 33   | 34   | 38   |

## Obecní správa
Při sčítání lidu v letech 1850–1979 Obděnice byly samostatnou obcí, se kterým patřily nejprve do okresu Sedlčany, ale v roce 1950 v okrese Milevsko a od roku 1960 v okrese Příbram. Od 1. ledna 1980 jsou částí obce Petrovice v okrese Příbram. V letech 1850–1889 k obci patřily Porešín, Ratiboř a Ratibořec, v letech 1850–1929 Nálesí a v letech 1850–1979 také Brod, Ohrada, Radešice a Žemličkova Lhota.

## Pamětihodnosti

### Kulturní památky
- Zdaleka viditelný románský tribunový kostel Nanebevzetí Panny Marie, který nechal vyzdobit freskami Jakub Krčín.
- Venkovská usedlost čp. 20
- Zřícenina obděnické tvrze

### Ostatní pamětihodnosti
- Ve hřbitovní zdi u kostela je vsazen románský náhrobník, nejstarší v kraji.
- Na návsi u hospody se nachází kamenný kříž v ohrádce, který nese dataci 1892.
- Na druhé straně návsi také proti hospodě se nachází zdobný drobný kříž na kamenném podstavci.
- V ohradní zdi hřbitova je umístěný železný kříž na kamenném podstavci. Na obdélníkovém štítku je nápis: „Pochválen Pán Ježíš Kristus“.
- Před vchodem do kostela je dřevěný kříž s nápisem MISIE 2004
- Před vchodem do kostela a na hřbitov na návrší se nachází původní kamenný památník padlým v první světové válce, na který je v současnosti umístěná deska památce obětem komunismu. Na desce jsou jména: Jiří Řezáč, Jaroslav Sirotek, Bohumil Šíma. Popraveni 10. 2. 1955. Nad deskou s obdélníkovým reliéfem souboje svatého Jiří s drakem je půlkruhový nápis: „Z POROBY NEZÁVISLOST“. Po obou stranách památníku jsou jména nejen místních občanů, ale i občanů z okolních obcí, kteří padli ve světové válce.
- Ve vesnici na soukromém pozemku vlevo u cesty na Porešín se nalézá kříž.
- U cesty ze vsi na Porešín se nachází Šimákova kaple z roku 1874.[8] Kaple je čtvercového půdorysu, udržovaná. Nad vchodem do kaple je nápis: „LETA. PÁNĚ. 1874“.
- Za vesnicí u cesty do nedalekého Porešína se po levé straně nachází kříž na kamenném podstavci. Na kulatém štítku je nápis: „CHVÁLA KRISTU“.
- Nedaleko od prvního kříže se na stejné cestě po pravé straně nalézá další drobný kříž, také na kamenném podstavci. Na jeho oválném štítku nad sochami u paty kříže je nápis: „CHVÁLA KRISTU“.
- U stejné komunikace, také po pravé straně, za kaplí se nachází další kříž s nápisem v kulatém štítku: „Chvála Kristu až na věky“.
- Asi jeden kilometr severozápadně od vesnice leží přírodní památka Horní a Dolní obděnický rybník.

## Pověsti
Nedaleko za vesnicí Ohrada ve směru na Nálesí visel na mohutném smrku svatý obrázek. V těchto místech prý straší a k tomuto místu se vztahují i následující pověsti.
Obrázek tam zavěsil hospodář z Obděnic. Jednou ho v noci probudil nezvyklý šramot. Když vyhlédl ven, spatřil dvě siluety utíkajících mužů. Neváhal, popadl ručnici a vyběhl ven. Zloději se po jeho výhrůžkách ani nezastavili a začali utíkat. Sedlák, aby je zastavil, pro výstrahu vystřelil. Ale na neštěstí zasáhl jednoho z pronásledovaných. Padl mrtvý u tohoto smrku. Později, když se vše vyřídilo s patřičnými úřady, nechal zde sedlák pověsit svatý obrázek a už nikdy víc pušku nevzal do ruky.
Později se začalo povídat, že u obrázku straší. Po západu slunce se tam každý den zvedal tak silný vítr, že se místní začali tomu místu vyhýbat. O celé záležitosti se dozvěděli místní četníci a rozhodli se, patřičně posilněni v místní obděnické hospůdce, že celou věc vyšetří. Jeden se k obrázku vypravil s bryčkou a s párem koní. Vrátil se sám a dlouho o celé záležitosti nemluvil. Až později vyšlo najevo, že se mu v lese, když začal hučet vichr, koně splašili. Jeho vláčeli notný kus cesty, nakonec zpřetrhali otěže a utekli. On dostal místo pochvaly k úhradě škodu na bryčce a vynadáno.
Jednou si místní hospodář z Obděnic vyhlédl v lese za Ohradou kousek od obrázku pěknou rovnou soušku. Vydal se pro ní za tmy. Zasekl poprvé, sekera odskočila. Po druhém také neúspěšném záseku vzhlédl vzhůru do koruny stromu a nevěřil vlastním očím. Nahoře seděl ohnivý pták a zvědavě a posměšně jej pozoroval. Sedlák měl pro strach uděláno a snažil se ptáka zaplašit křikem. Ten se ani nepohnul, až došla sedlákovi odvaha. Odešel s nepořízenou. Pro tu soušku se ale vrátil v ranních hodinách. Po ptákovi nebylo ani vidu, ani slechu a sekera se zasekla do kmene jako obvykle.
Jiný hospodář šel z Obděnic do Ratibořic. Šel také cestou okolo obrázku a nesl v kapse peníze. Šel zaplatit za prasátko, které si předchozí den odsud odnesl. Celou cestu u obrázku měl nepříjemný pocit, že ho někdo sleduje. Navíc slyšel praskání jehličí a kradmé kroky. Když se zastavil, kroky se zastavily také. Dostal strach a vrátil se. Dluh zaplatil až příští den a raději jel bryčkou a s čeledínem.
Další pověst se vztahuje k imaginární kapli. Tuto kapli, která se občas objeví a zase zmizí u cesty z Obděnic do nedalekých Petrovic viděli dva místní občané. Jeden místní občan spěchal do Petrovic, kde pracoval. I když tou cestou chodíval pravidelně, najednou byl překvapený. Před ním se objevila kaple, která zde nikdy dřív nebyla. Dveře kaple byly pootevřené, tak si dodal odvahy a vstoupil dovnitř. Ocitl se uprostřed mše, kněz kázal, lidé v lavicích v kapli poslouchali. Nebylo ale slyšet ani hlásku. Také ho zarazilo, že jsou všichni oblečení v starodávném podivném oblečení. Rychle vyběhl ven a on zase stál sám uprostřed cesty. Až po letech, kdy se s tímto zážitkem tajil, se rozhodl svěřit svému kamarádovi. Jaké bylo jeho překvapení, když mu kamarád vylíčil naprosto stejnou příhodu jen s malým rozdílem. Kamarád se bál vstoupit dovnitř, ale kapli a modlící se lidi v ní viděl také. I jemu pojednou kaple zmizela. Když se s tímto zážitkem byli poradit u dalšího místního pamětníka, tak jim trochu záhadu objasnil. Údajně se v těchto místech nacházela kaple, která byla zničena za nějaké války.
Další pověst se vztahuje k Šimákově kapli u cesty z Obděnic do Porešína. V Obděnicích se u Kašparů slavily křtiny. Za účasti velkého množství příbuzenstva čas tyhle utíkal. Nejvíc děťátko chovala bezdětná sestra pana Kašpara. Když nastal soumrak, nedala se přemluvit, aby přespala u nich. Rozhodla se vydat na zpáteční cestu do Porešína. Její bratr se rozhodl, že ji část cesty vyprovodí, aby nešla sama. Šli po sněhem zaváté cestě, hvězdy svítily na cestu. Když došli k Šimákově kapličce, všimli si, že tam u ní ve sněhu klečí neznámá, bosá, chatrně oblečená žena a modlí se. Slušně pozdravili, odpovědi nedostali. Přidali do kroku. Když se později pan Kašpar vracel tou samou cestou zpět domů, nikdo už u kaple nebyl. Ani ve sněhu nebyly žádné šlépěje, krom jejich.

## Galerie

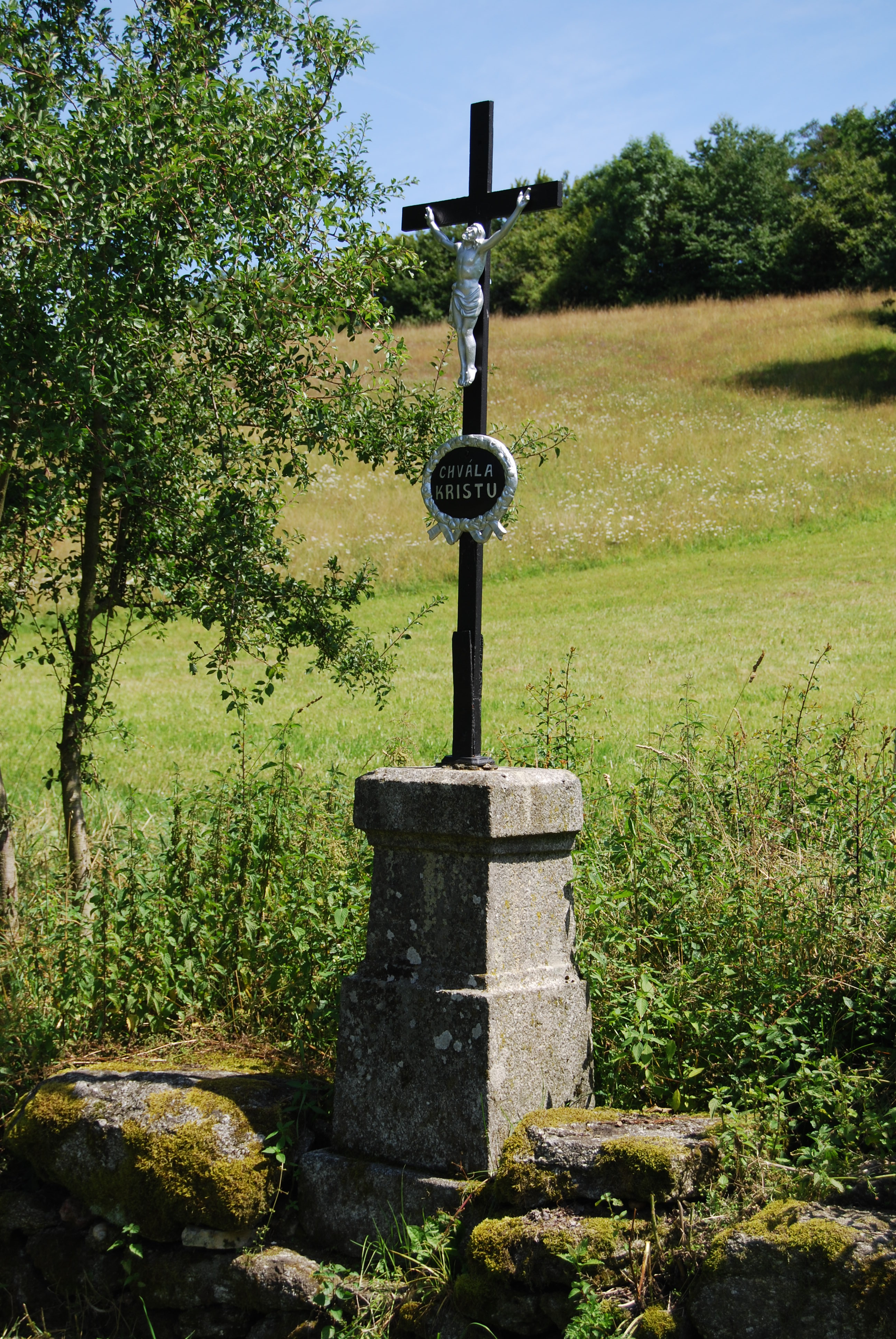
Kříž u cesty do Pořešína
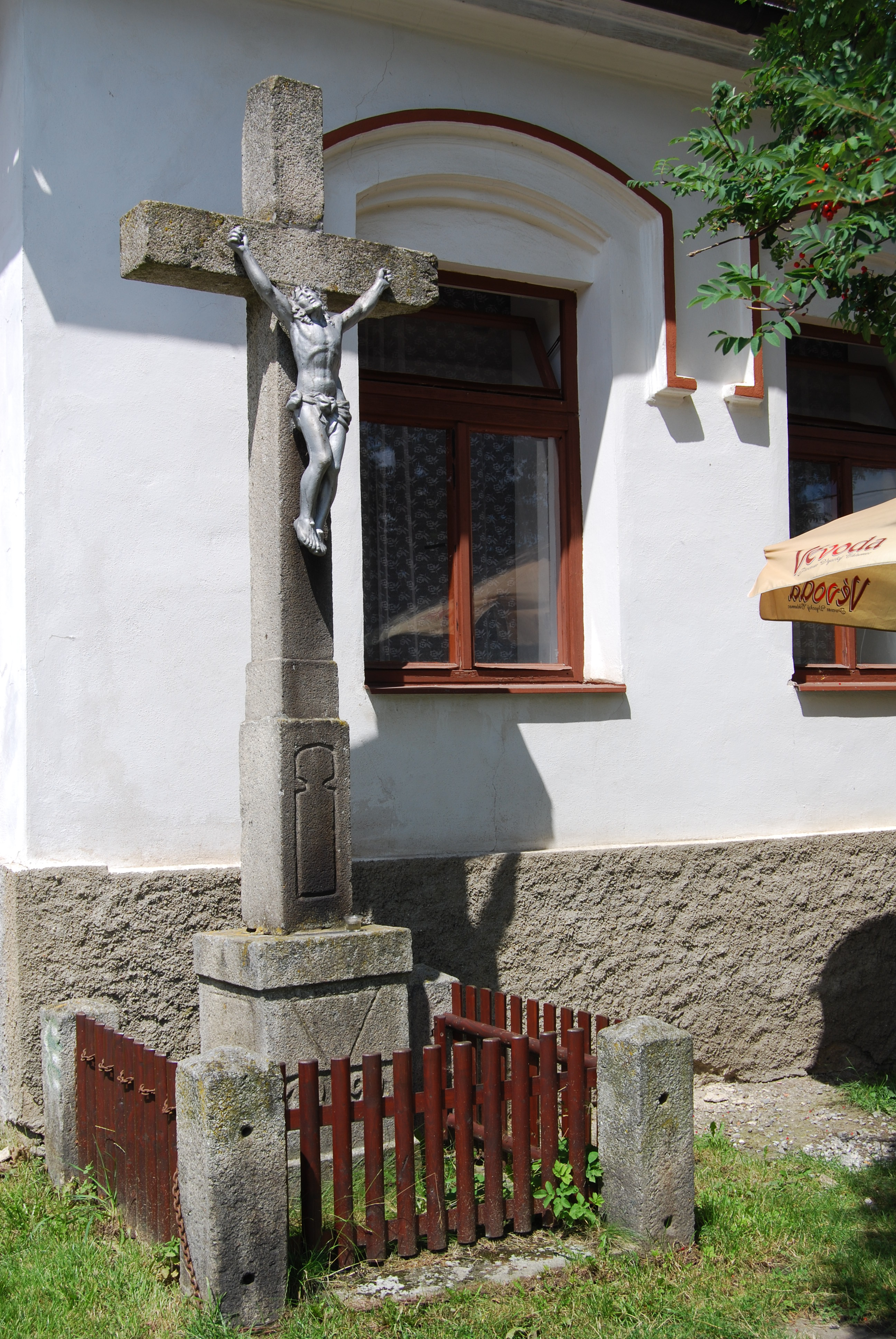
Kříž před hospodou
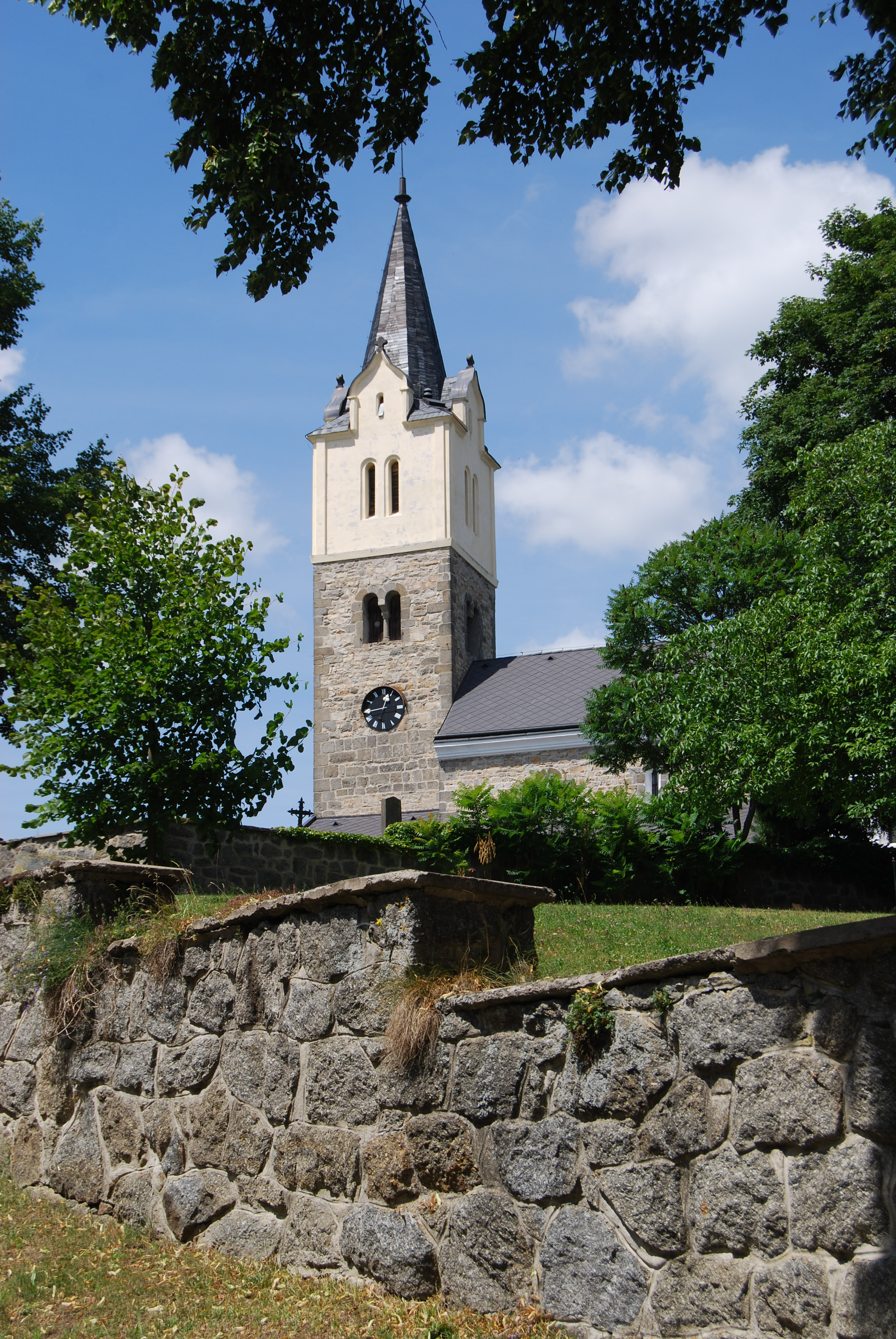
Kostel Nanebevzetí Panny Marie
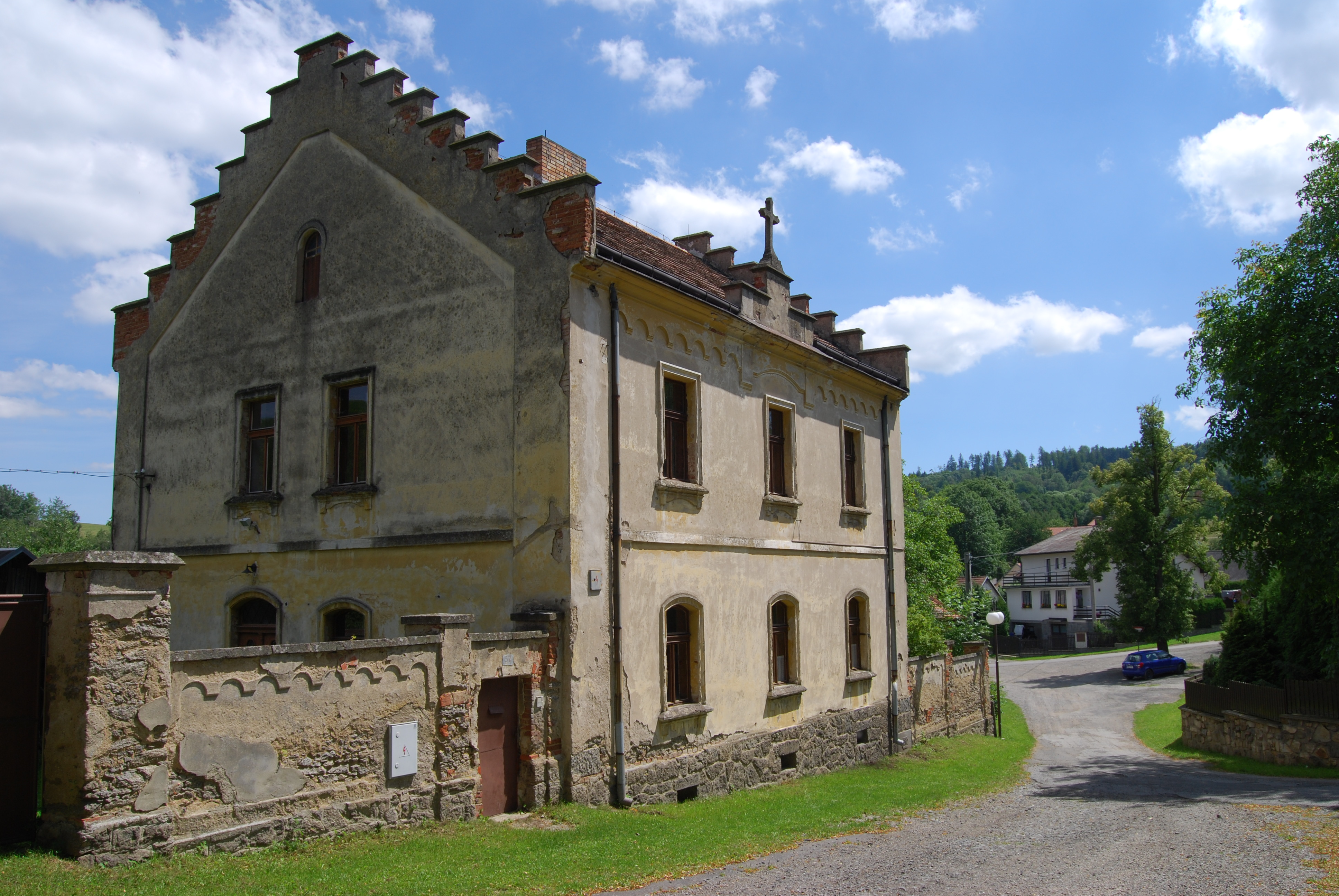
Budova fary ve vesnici
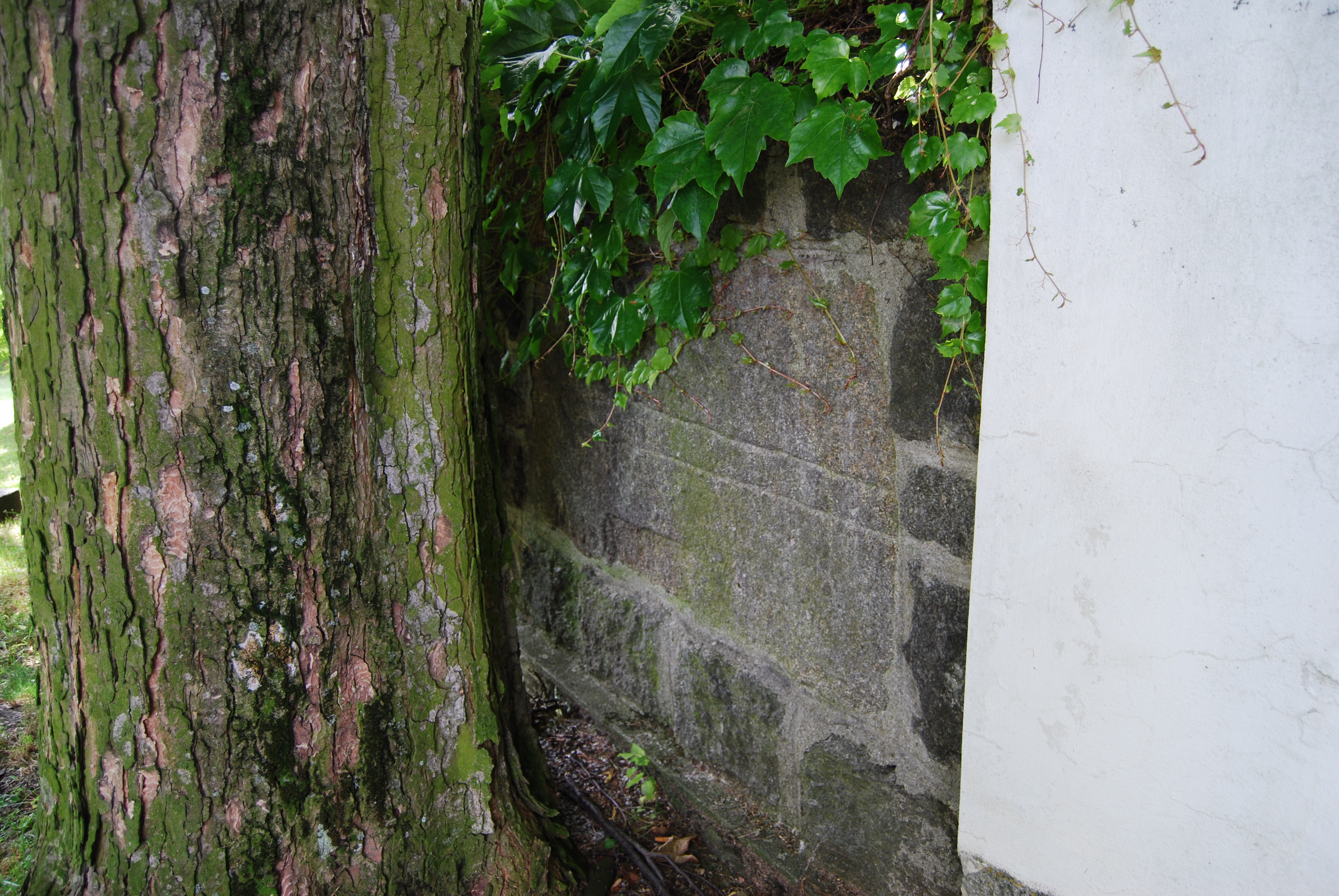
Románský náhrobník